# Bates (Blega)
Bates is een bestuurslaag in het regentschap Bangkalan van de provincie Oost-Java, Indonesië. Bates telt 3480 inwoners (volkstelling 2010).